# فلسفه روشن‌اندیشی
فلسفهٔ روشن‌اندیشی یا فلسفهٔ روشنگری (به آلمانی: Die Philosophie der Aufklärung) یکی از مهم‌ترین آثار فلسفی ارنست کاسیرر است که در اکتبر ۱۹۳۲ در هامبورگ منتشر شد.

## به فارسی
نخستین ترجمهٔ فارسی این کتاب کار نجف دریابندری بوده است. دیگر بار این کتاب توسط یدالله موقن به فارسی ترجمه و  در بهار ۱۳۷۰ از سوی انتشارات نیلوفر با ویراست ضیاء موحد منتشر شد.

## توضیح کتاب
این کتاب به بررسی فلسفه در قرن هجدهم می‌پردازد و در هفت فصل به شرح ذیل به بررسی ریشه‌ها و شرایط دوره‌ای که به فلسفه روشنگری معروف شده است می‌پردازد:
1. فرم اندیشه روشنگری
2. طبیعت و شناخت طبیعت در فلسفه روشنگری
3. روان‌شناسی و نظریه شناخت
4. ایده دین
5. تسخیر جهان تاریخ
6. قانون، دولت، جامعه
7. مسائل اساسی زیبایی‌شناسی[۲]